# Letterfrack

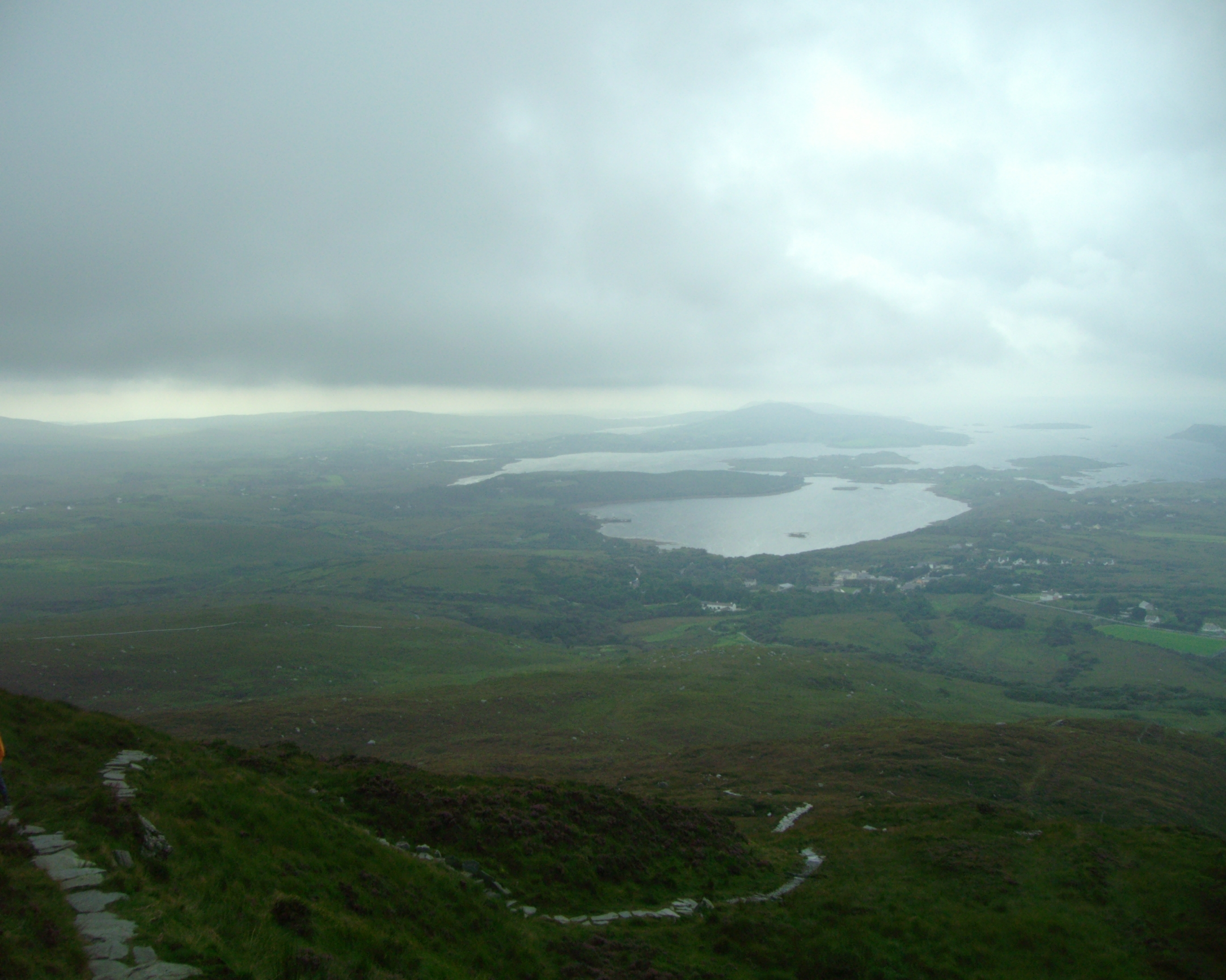
Barnaderg Bay bei Letterfrack

Letterfrack (irisch Leitir Fraic) ist eine kleine Ortschaft in Connemara in Irland, die von den Quäkern Mitte des 19. Jahrhunderts gegründet wurde. Sie liegt 15 km nordöstlich von Clifden an der N59. Am Rande des Ortes befindet sich das Besucherzentrum des Connemara-Nationalparks.
In der Nähe von Letterfrack liegt die bekannte Kylemore Abbey. Östlich liegt die Ox-Halbinsel.

## Geschichte

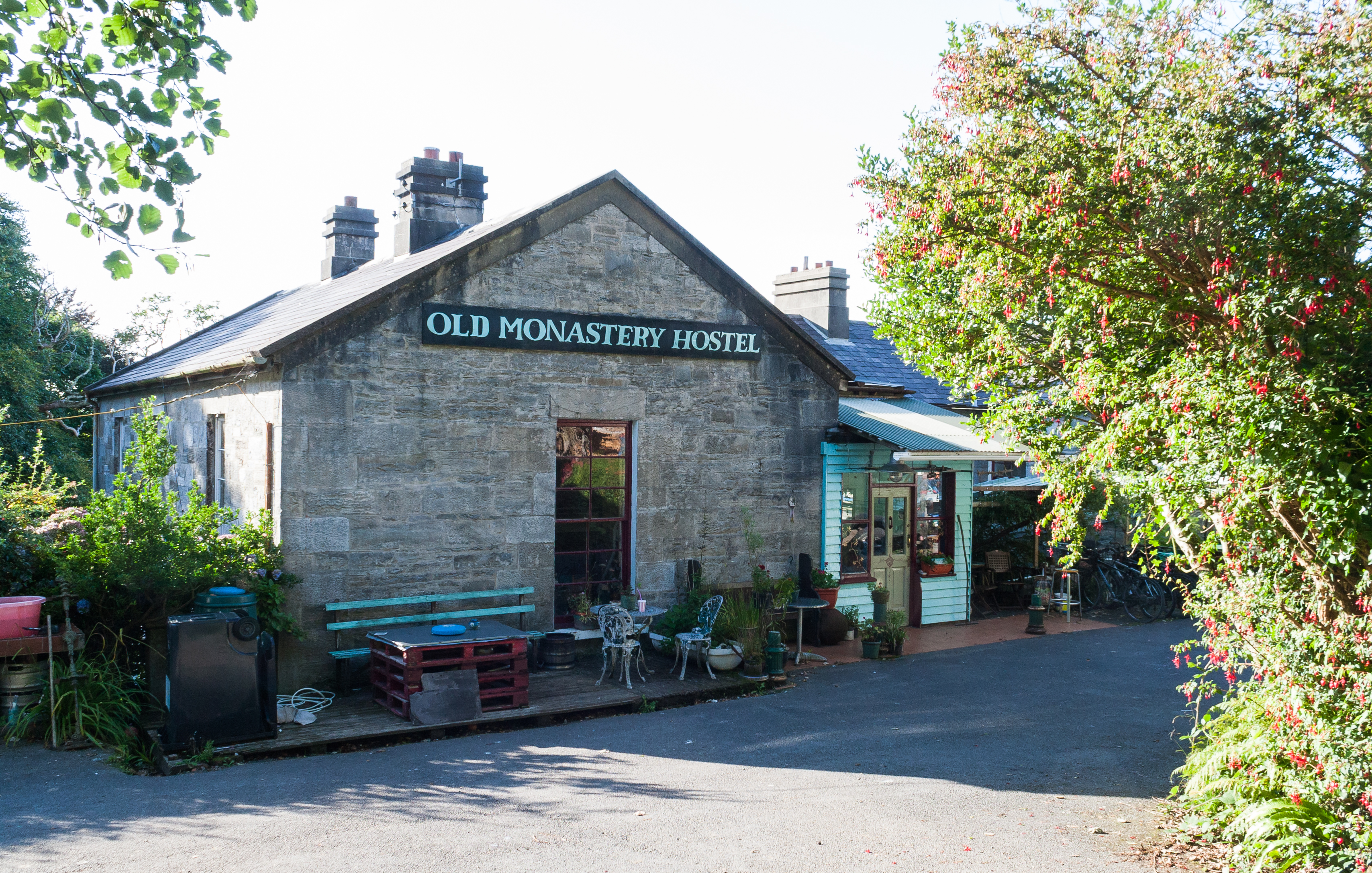
1849 von James und Mary Ellis errichtetes Gebäude, das als Hostel dient

Die Ortschaft wurde gegründet durch die Quäker James und Mary Ellis aus Bradford, die in den Westen Connemaras kamen, um die Not während der großen Hungersnot zu lindern. Sie pachteten um die 1000 Acre Land von Robert Graham und konnten dann an die lokale Bevölkerung Arbeit geben, um das Land zu kultivieren. Das noch bestehende, 1849 errichtete Gebäude in Hanglage, das heute als Hostel dient, ist ein Zeugnis dieser Zeit. Aus gesundheitlichen Gründen kam das Projekt 1857 zu einem Ende, als James und Mary Ellis nach England zurückkehrten mussten. Die Anlage wurde von John Hall in Unterstützung der Irish Church Missions gekauft, einer protestantischen missionarischen Bewegung. 1882 gelang es dem damaligen Erzbischof von Tuam, John MacEvily, die Anlage zu erwerben, der sie den Christian Brothers zur Verfügung stellte. Die Letterfrack Industrial School wurde wegen übermäßiger körperlicher Züchtigung, Vernachlässigung und Missbrauch der ihr anvertrauten Jungen 1974 geschlossen.